# Agnesia septentrionalis
Agnesia septentrionalis är en sjöpungsart som beskrevs av Huntsman 1912. Agnesia septentrionalis ingår i släktet Agnesia och familjen Agnesiidae. Inga underarter finns listade i Catalogue of Life.